# Nordic Futsal Championship

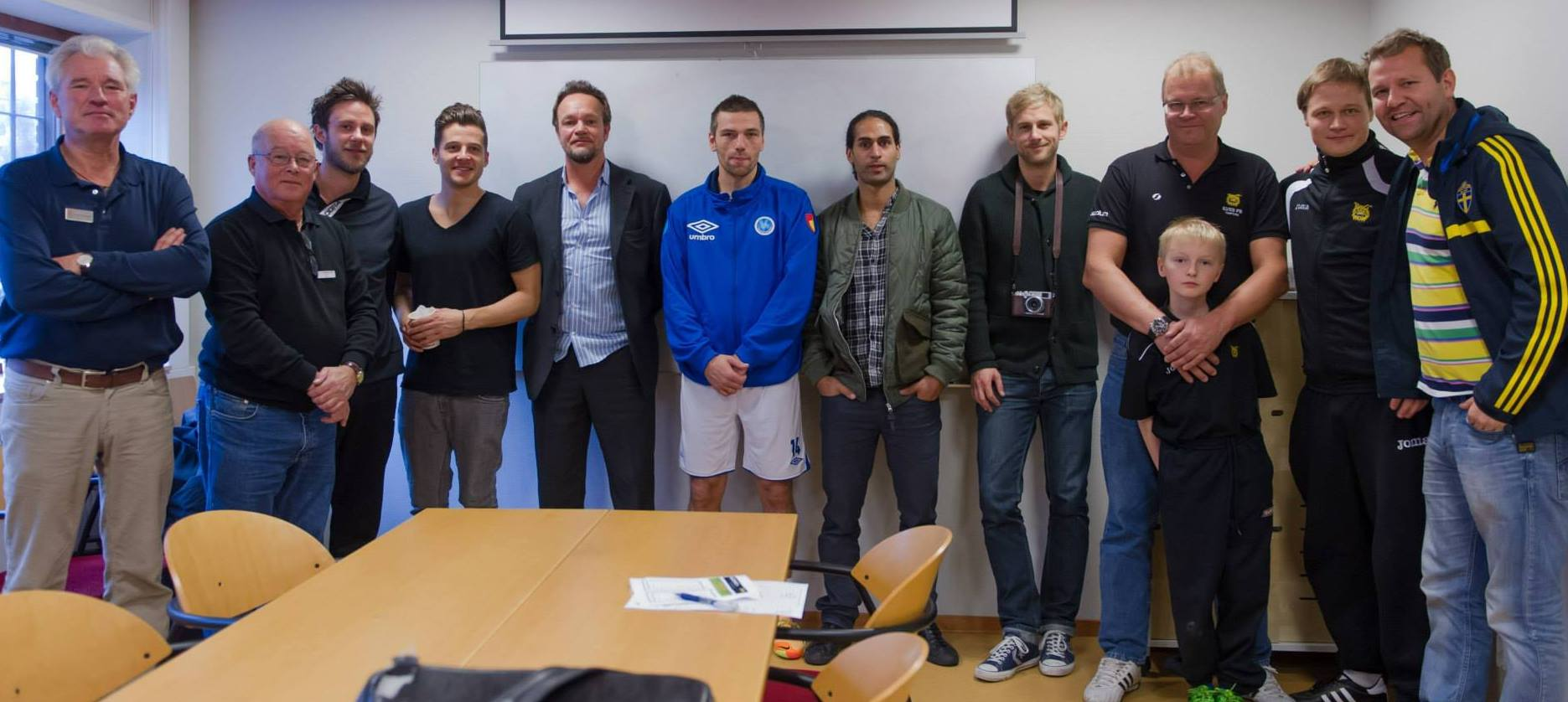
De som beslöt om NFC i sitt nuvarande format

Nordic Futsal Championship (NFC) arrangerades 2006 första gången i Stockholm av Ove Holmberg. Det är en klubbtävling för mästarna i futsal varje nordiskt land. Tävlingen hade uppehåll 2008-2012 men är sedan 2013 en årlig tävling som arrangeras av vinnaren det kommande året. Tävlingen är unik då den inte ägs av någon organisation.

## Medaljsummering
| År   | Värd                   | Vinnare             | Tvåa                | Trea               | Fyra                |
| ---- | ---------------------- | ------------------- | ------------------- | ------------------ | ------------------- |
| 2006 | Stockholm, Sverige     | Solør Futsal        | Stockholm All Stars | Mad Max            | BGA futsal          |
| 2007 | Åbo, Finland           | Stockholm All Stars | Solør Futsal        | Åbo All stars      | Helsingfors         |
| 2013 | Stockholm, Sverige     | Ilves FS            | Vegakamratene       | JB Gentofte Futsal | Stockholm All Stars |
| 2014 | Tammerfors, Finland    | Vegakamratene       | Ilves FS            | Golden Futsal Team | København Futsal    |
| 2015 | Köpenhamn, Danmark     | Kady Futsal         | Ilves FS            | Göteborg FC        | København Futsal    |
| 2016 | Göteborg, Sverige      | Sandefjord Futsal   | Golden Futsal Team  | IFK Göteborg       | København Futsal    |
| 2017 | Åbo, Finland           | Liiga Sovo Futsal   | Golden Futsal Team  | Ilves FS           | Sievi FS            |
| 2018 | Frederikssund, Danmark | JB Futsal Gentofte  | Kady                | IFK Uddevalla      | Örebro FC           |
| 2019 | Örebro, Sverige        | JB Futsal Gentofte  | Utleira IL          | Köpenhamn Futsal   | IFK Uddevalla       |